# 61-4170型铁路客车
61-4170型铁路客车是俄罗斯铁路一种新型的装有空调系统的卧铺鐵路客車，由特维尔车辆制造厂生产，构造速度160km/h，定员36人，车体标记为（俄語，音「滅死特」，義「定員」）。该车型由1998年制造的61-4179型铁路客车衍生而来，2006年开始生产，目前主要用于部分品牌旅客列车，如红箭号和涅夫斯基特快号列车

## 主要型号
- 涅夫斯基特快号列车:
  - 61-4170：座卧混合车厢，定员48或36人
  - 61-4188：残疾人车厢（定员38人）
  - 61-4189：餐车

- 红箭号列车:
  - 61-4452：高级软卧车（定员16）
  - 61-4453：软卧车（定员32人）
  - 61-4454：软卧车（定员20人）
  - 61-4455：餐车